# Phoebe Gloeckner
Phoebe Gloeckner, née le 22 décembre 1960, est une artiste contemporaine, romancière et auteure de comics américaine.

## Biographie

### Jeunesse et éducation
Phoebe Gloeckner, naît le 22 décembre 1960 à Philadelphie mais passe son enfance à San Francisco, où sa famille a déménagé au début des années 1970. Elle est allée dans de nombreuses écoles de la Baie de San Francisco, y compris une école pour fille : The Hamlin School, l’école Castilleja située à Palo Alto, le lycée Urban, le lycée Lick-Wilmerding, The Independent Learning School, et enfin l’université de San Francisco.
Durant sa jeunesse, elle s’intéressait particulièrement à la caricature ; son père était un illustrateur commercial, et c’est grâce à sa mère qu’elle a pu rencontrer de nombreuses personnalités de la bande-dessinée indépendante à San Francisco qui vont profondément l’influencer : Robert Crumb, Bob Armstrong, Aline Kominsky, Bill Griffith, ou encore Diane Noomin. 
Elle commence très tôt à dessiner et est rapidement publiée. Ses histoires se retrouvent dans divers comics underground comme Weirdo, Young Lust, Buzzard, Twisted Sisters et Wimmen's Comix. Elle change ensuite de voie pour suivre des études dans l'illustration médicale ce qui lui permet d'obtenir un diplôme de l'université Texas Southwestern Medical Center située à Dallas.

### Carrière
Phoebe Gloeckner a travaillé de façon prolifique en tant qu’illustratrice médicale jusqu’en 1988. Cette formation se ressent particulièrement à travers ses peintures ainsi que dans ses bandes-dessinées où elle détaille et met en évidence les caractéristiques du corps humain. Son premier travail important est une série d’illustrations pour le magazine des éditions RE/Search, qui ont notamment publié The Atrocité Exhibition, roman de J. G. Ballard où ont été utilisées des images médicales, d’anatomies internes, de sexes mais aussi de traumatismes, le tout combinés de manière ambiguë et équivoque.
Son travail de dessinatrice, qu’on retrouve principalement sous forme de nouvelles publiées dans des anthologies variées telles que Wimmen’s Comix, Weirdo, Young Lust, et Twisted Sisters, reste épars et peu reconnus jusqu’en 1998 où elle acquiert une certaine notoriété dans la collection A Child's Life and Other Stories. À cause du contenu sexuel présent dans A Child's Life, le livre est interdit au public dans les librairies de Stockton en Californie, après que des enfants de 11 ans l’eurent feuilleté. Le maire de Stockton qualifie alors le livre de « manuel pour pédophiles. » En France, l'ouvrage est également interdit à cause de scènes considérées comme pédophiles.
Moins controversé, et réellement destiné à un public d’enfants, le livre Weird Things You Can Grow a été publié par les éditions Random House. Les livres de la série débutent avec Tales too Funny to be Truei, publié aux éditions Harper Collins pour lesquelles Gloeckner avait réalisé des illustrations.
En 2002, son roman The Diary of a Teenage Girl voit le jour. Il revisite de façon honnête et crue les troubles caractéristiques de l’adolescence. Le livre est composé de ses dessins, d’un ensemble de poèmes, d’illustrations, et de courtes scènes de bandes-dessinées. Comme bon nombre de ses nouvelles, ce roman est semi-autobiographique. Gloeckner tient toutefois à garder une certaine dimension fictionnelle lorsqu’il s’agit de raconter sa vie. 
Un film adapté de The Diary of a Teenage Girl sortira en 2015 à l’occasion du Festival du film de Sundance,. Le film a été acheté par Sony Pictures Classics en janvier. Il a été adapté et dirigé par Marielle Heller, qui avait produit une version théâtrale en 2010. Le film sera interprété par Alexander Skarsgård dans le rôle de Monroe, Kristen Wilg dans le rôle de Charlotte et Bel Powley dans celui de Minnie, personnage central.
La version française de ce roman paraîtra en 2015, chez La Belle Colère, sous le titre Vite, trop vite.

#### Monde universitaire
Gloeckner est actuellement[Quand ?] professeure associée à l’Université du Michigan (Penny W. Stamps School of Art and Design).

#### Vie personnelle
Phoebe Gloeckner a vécu à San Francisco, Dallas, Aix-en-Provence, Paris, Prague, Setauket (dans l’État de New York) et à Ann Arbor dans le Michigan.
Phoebe Gloeckner a épousé l’artiste tchèque Jakub Kalousek. Elle a deux filles, Audrey et Persephone.

### Récompenses
En 2000, Phoebe Gloeckner a reçu le prix Inkpot.
En 2008, elle décroche le Guggenheim Fellowship.

## Publications

### Illustration
- J. G. Ballard, The Atrocity Exhibition, RE/Search Publications, 1990  (ISBN 0-940642-18-2).
- V. Vale et Andrea Juno (dir), Angry Women, RE/Search Publications, 1991  (ISBN 0-940642-24-7).
- Paul Spinrad, The RE/Search Guide to Bodily Fluids, RE/Search Publications, 1994  (ISBN 0-940642-28-X).
- Cathy Winks et Anne Semans, The Good Vibrations Guide to Sex, Cleis Press, 3e édition, 2002  (ISBN 1-57344-158-9).

### Bande dessinée
- A Child's Life and Other Stories, North Atlantic Books, 1998, 151 p. (ISBN 1-58394-028-6). Édition augmentée en 2002.

### Roman illustré
- The Diary of a Teenage Girl : An Account in Words and Pictures, Frog Press, 2002, 301 p. (ISBN 1-58394-063-4). Traduction française sous le titre Vite, trop vite, La Belle Colère, 2015  (ISBN 978-2-84337-767-9).

## Adaptation cinématographique
- 2015 : The Diary of a Teenage Girl par Marielle Heller